# Falesa Pitoi
Falesa Pitoi est un homme politique tuvaluan.
Dentiste de profession, il entame sa carrière en politique nationale lorsqu'il est élu député de Nanumaga au Fale i Fono (parlement national) lors des élections législatives d'août 2006. Il est ensuite un temps ministre de l'Éducation dans le gouvernement du premier ministre Apisai Ielemia.

## Biographie
Il est réélu lors des élections législatives de 2010. En décembre, le premier ministre Maatia Toafa est renversé par une motion de censure parlementaire et le nouveau premier ministre, Willy Telavi, nomme le docteur Pitoi ministre de l'Éducation, de la Jeunesse et des Sports. En décembre 2012, Pitoi tombe malade lors d'une visite officielle à Cuba, et est hospitalisé. Il se rend par la suite en Nouvelle-Zélande pour sa convalescence. Il demeure trop malade pour rentrer aux Tuvalu et reprendre ses fonctions. Son absence met en péril le gouvernement Telavi, qui ne dispose plus que de six députés (actifs) au Parlement, alors que l'opposition en a sept. Pitoi est toujours en Nouvelle-Zélande au moment où le gouvernement est contraint par ordre du gouverneur général Sir Iakoba Italeli de permettre au Parlement de siéger, le 30 juillet 2013. Le 1er août, alors que Telavi cherche à conserver le pouvoir sans majorité parlementaire, son gouvernement est destitué par le gouverneur général.
En décembre 2011, à la suite d'un rapport médical sur l'état de santé du Dr. Pitoi, le Gouverneur-général Sir Iakoba Italeli déclare son siège vacant au Parlement, et ordonne la tenue d'une élection partielle.